# Thomas Booker
Earl Thomas Booker IV (Ellicott City, 11 novembre 1999) è un giocatore di football americano statunitense che milita nel ruolo di defensive end per i Las Vegas Raiders della National Football League (NFL).

## Carriera universitaria
Booker, originario di Ellicott City nel Maryland, cominciò a giocare a football nella locale Gilman High School. Valutato come un prospetto medio-alto per il college football, quattro stelle su cinque, Booker andò a giocare per Stanford impegnata nella Pac-12 Conference. Giocò con i Cardinal per quattro stagioni, dal 2018 al 2021, di cui le ultime tre come, totalizzando 43 presenze, con 159 tackle, 20,5 tackle con perdita di yard, 10 sack, un fumble forzato e un intercetto. Nelle sue ultime due stagioni al college fu inserito nel All-Pac-12 Second Team e fu tra i finalisti per il William V. Campbell Trophy.

## Carriera professionistica

### Houston Texans
Booker fu scelto nel corso del quinto giro (150º assoluto) nel Draft NFL 2022 dagli Houston Texans. Nella sua stagione da rookie disputò 10 partite, di cui una come titolare, con 11 tackle, 0,5 sack e un passaggio deviato.
All'inizio della stagione successiva Booker non rientrò nel roster attivo iniziale dei Texans e il 29 agosto 2023 fu svincolato.

### Philadelphia Eagles
Il 31 agosto 2023 Booker firmò con la squadra di allenamento dei Philadelphia Eagles. Passò qui l'intera stagione senza mai scendere in campo. 
Il 18 gennaio 2024 firmó da riserva/contratto futuro. Nella stagione 2024 giocò in tutte le 17 gare della stagione regolare, di cui una come titolare, mettendo a tabellino 18 tackle, un sack e un passaggio deviato.
Al termine dell'annata si laureó campione con gli Eagles che vinsero il Super Bowl LIX imponendosi 40 a 22 contro i Kansas City Chiefs.

### Las Vegas Raiders
Il 5 agosto 2025 Booker fu scambiato con i Las Vegas Raiders.

## Palmarès
- Super Bowl : 1

Philadelphia Eagles: LIX
- National Football Conference Championship:1

Philadelphia Eagles: 2024